# 博兰登
博兰登是德国莱茵兰-普法尔茨州的一个市镇。总面积17.44平方公里，总人口2361人，其中男性1185人，女性1176人（2011年12月31日），人口密度135人/平方公里。